# (73) Klytia
(73) Klytia is een planetoïde in de hoofdgordel. Het was de tweede en laatste ontdekking van een planetoïde door de productieve komeetontdekker Horace Tuttle, op 7 april 1862. Hij is genoemd naar Clytia, die in de Griekse mythologie van Apollo hield. Van de eerste honderd genummerde planetoïden is Klytia de kleinste.
Gebaseerd op fotometrische waarnemingen tussen 1984-2007 heeft zij een siderische rotatieperiode van 8,283 uur met een amplitude die kan oplopen tot 0,34±0,01 in magnitude. De lichtkromme vertoont enige vormonregelmatigheden. Er zijn twee geldige oplossingen voor de eclipticale coördinaten van de pool: (λ1, β1) = (38°, +75°) en (λ2, β2) = (237°, +73°).